# MARK2
MARK2‏ (Microtubule affinity regulating kinase 2) هوَ بروتين يُشَفر بواسطة جين MARK2 في الإنسان.